# NGC 2132
NGC 2132 – grupa gwiazd znajdująca się w gwiazdozbiorze Malarza, zgrupowana wokół gwiazdy ósmej wielkości SAO 234207 (HD 40484). Klasyfikowana jest jako asteryzm lub gromada otwarta. Obejmuje około 20–30 gwiazd. Odkrył ją John Herschel 11 stycznia 1836 roku. Jej odległość od Słońca szacowana jest na ok. 3,2 tys. lat świetlnych.